# Setaphora murotoensis
Setaphora murotoensis là một loài chân đều trong họ Philosciidae. Loài này được Nunomura miêu tả khoa học năm 1986.